# Pacian von Barcelona

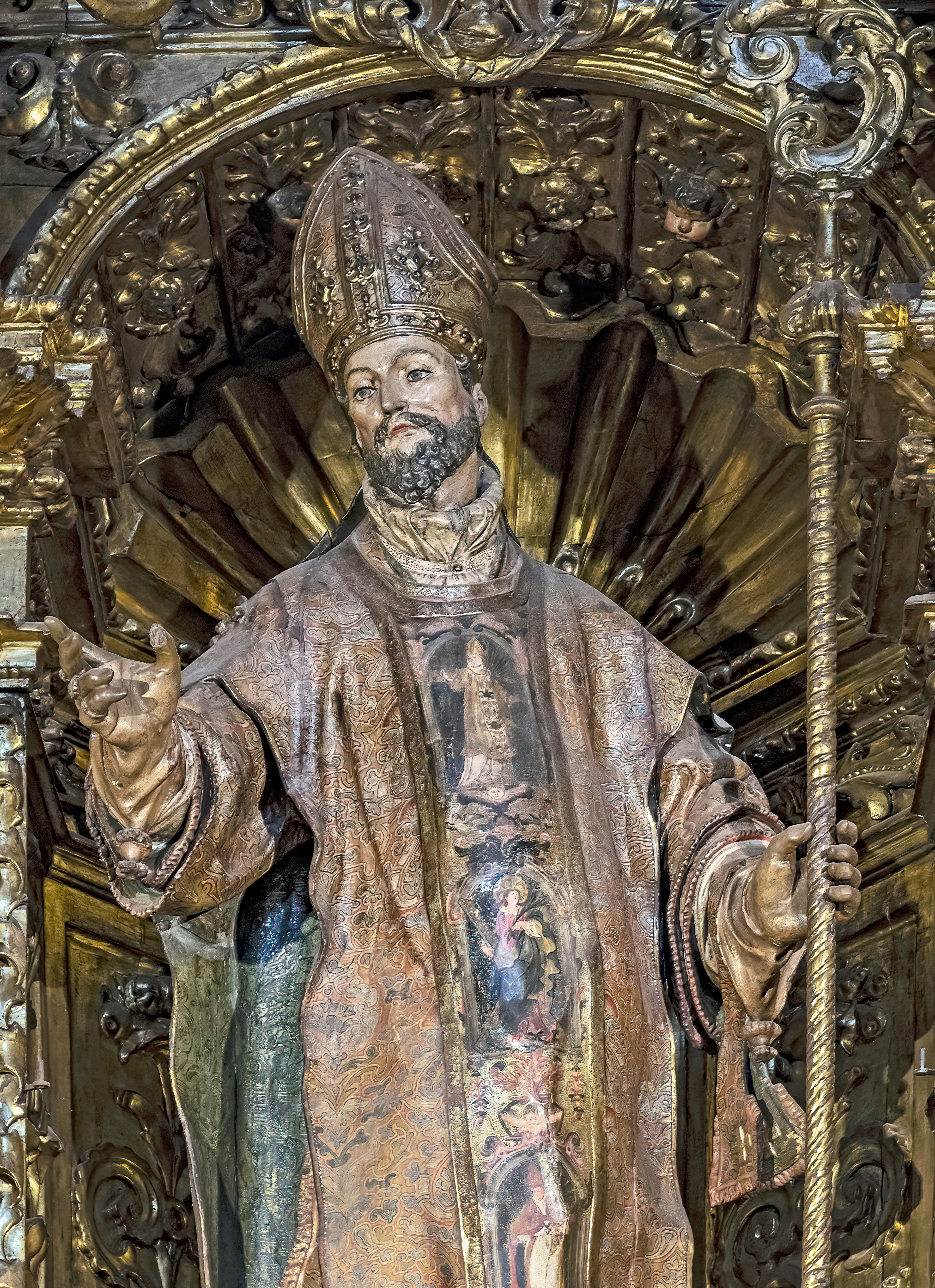
Pacian von Barcelona von Joan Roig – Kathedrale von Barcelona.

Pacian von Barcelona (lateinisch Pacianus, * um 300 wahrscheinlich in Spanien; † zwischen 379 und 392 in Barcelona) war ein Bischof von Barcelona und christlicher Schriftsteller.

## Leben
Pacianus stammte aus einer vornehmen Familie. Er schlug nach einer auch in theologischer Hinsicht guten Ausbildung zunächst eine weltliche Laufbahn ein und heiratete. Pacianus wurde Bischof von Barcelona. 
Er verfasste u. a. die Schriften De baptismo („Über die Taufe“) und Libellus exhortatorius ad poenitentiam („Über die Buße“). Er verteidigte die katholische Lehre über die Vergebbarkeit aller Sünden (außer der Sünde gegen den Hl. Geist) und von der Schlüsselgewalt der Kirche gegen die Novatianer, unter anderem in drei Briefen an Symphronius. Gegenüber dem Anspruch der Novatianer, die wahren „Catholici“ zu sein, stellte er in einem berühmten Ausspruch fest: Christiano mihi nomen est, catholico vero cognomen – Christ ist mein Name, katholisch aber mein Zuname.
Er wird in der katholischen Kirche als Heiliger verehrt.

## Nachkommen
Sein Sohn war der Prätorianerpräfekt Nummius Aemilianus Dexter, der wiederum mit Hieronymus befreundet war.

## Namensgeber
Nach dem hl. Pacian ist die katholische Universität Ateneo Universitario San Paciano in Barcelona benannt. Sie wurde 2015 gegründet und entstand aus dem Zusammenschluss der Facultad de Teología de Cataluña, der Facultad Eclesiástica de Filosofía de Cataluña und der Facultad Antoni Gaudí de Historia de la Iglesia, Arqueología y Artes Cristianas.